# Princess Cruises
Princess Cruises er et amerikansk rederi, der driver en flåde på 16 krydstogtskibe. Selskabet har base i Santa Clarita i Californien, og er ejet af verdens største udbyder af krydstogtrejser, Carnival Corporation & plc.
Rederiet blev meget berømt da to af deres skibe, Island Princess og Pacific Princess, optrådte i den amerikanske tv-serie The Love Boat.